# Facultad de Geografía e Historia (Universidad de Valencia)
La Facultad de Geografía e Historia de la Universidad de Valencia es un centro educativo donde se imparten los grados universitarios de Geografía y Medio Ambiente, Historia, Historia del Arte e Información y Documentación. Además de ello, la facultad sigue impartiendo hasta su finalización los títulos de Licenciatura en Historia, Geografía e Historia del Arte, y la Diplomatura en Biblioteconomía y Documentación.

## Historia
Fue creada a partir de la subdivisión de la antigua facultad de Filosofía y Letras, en 1978. A partir de este momento se instituyen siete especialidades (Geografía, Prehistoria y Arqueología, Historia Antigua, Historia Medieval, Historia Moderna, Historia Contemporánea e Historia del Arte) con sus respectivos departamentos además de uno común.
En 1991 se lleva a cabo una reforma para convertir las siete antiguas especialidades en tres licenciaturas (Historia, Historia del Arte y Geografía), añadiéndose poco después una diplomatura (Biblioteconomía y Documentación). Sin embargo, con la posterior implantación del Plan Bolonia, las cuatro titulaciones pasan a convertirse en Grados.

## Instalaciones
Esta facultad se ubica en el Campus de Blasco Ibánez de la Universidad de Valencia. Cuenta con diversas instalaciones en el mismo complejo, como la Biblioteca de Humanidades Joan Reglà, Aularios, laboratorios, reprografía, cafetería, etc.
En el edificio anexo, denominado Edifici Departamental, se ubican el Departament de Prehistòria i d'Arqueologia (en cuya primera planta se ubica el Laboratorio de Arqueología Milagro Gil-Mascarell) y el Departament d'Història de l'Art en la tercera y cuarta planta.